# قرية استجمام
قرية الاستجمام أو القرية السياحية هي منتجع لقضاء العطلات حيث يقيم الزوار في فلات. توجد منطقة مركزية بها متاجر وترفيه ومرافق أخريات. 